# Разван Луческу
Рáзван Лучéску — (рум. Răzvan Lucescu; нар.17 лютого 1969, Бухарест) — румунський голкіпер і тренер.
 
З 2021 р. тренує грецький «ПАОК». Син відомого румунського футболіста і тренера Мірчі Луческу.

## Ігрова кар'єра

### 1987–2003
За свою кар'єру Разван Луческу зіграв 243 матчі. У вищій лізі Румунії (серія «A») він виступав за:
- «Спортул» (Стуненцеск) (1987–1992, 1993–1996, 1997–1998);
- «Націонал» (1996–1997, 1998–1999);
- «Брашов» (1999–2000);
- «Рапід» Бухарест (2000–2001, 2002–2003);
- «Бакеу» (2001–2002).

Один сезон Разван провів у італійському чемпіонаті, виступаючи в «Крема».
Найбільшими досягненнями стало здобуття срібних нагород у сезоні 1996–1997 р. у складі «Націонала», а в останньому сезоні (2002–2003) у складі Бухарестського «Рапіда» Разван Луческу став чемпіоном Румунії. На той час він суміщав роль резервного голкіпера з посадою віце-президента клубу і зіграв лише в одному матчі.

## Тренерська діяльність

### «Брашов» (2003–2004)
У 2003 р. після другого кола румунського чемпіонату Разван Луческу був призначений головним тренером футбольного клубу «Брашов». Під його керівництвом команда зіграла 15 матчів у першості Румунії і посіла 11 місце.
| Місце | Команда  | І  | В | Н | П | М     | О  |
| ----- | -------- | -- | - | - | - | ----- | -- |
| 11    | «Брашов» | 15 | 5 | 3 | 7 | 20-15 | 18 |

### «Рапід» Бухарест (2004–2007)
У 2004 р. Разван Луческу став головним тренером бухарестського «Рапіда». У першому сезоні його команда посіла 3-тє місце в чемпіонаті, яке дозволило узяти участь у розіграші Кубка УЄФА. У сезоні 2005–2006 рр. «Рапід» дійшов до чвертьфіналу Кубка УЄФА, обігравши в групі G голландський «Фейєнорд», французький «Ренн», грецький «ПАОК», український «Шахтар» (який тренував його батько Мірча Луческу), в 1/16 і в 1/8 німецькі команди «Герту» і «Вердер» відповідно. Але у півфінал завадив пройти інший румунський клуб — «Стяуа», з яким «Рапід» зіграв вдома 1:1, а на виїзді у матчі була зафіксована безгольова нічия. У чемпіонаті Румунії в тому сезоні команда Развана Луческу стала віце-чемпіоном і виграла кубок Румунії.
Сезон 2006–2007 рр. бухарестський «Рапід» на євроарені провів невдало, вибувши з групового раунду Кубка УЄФА (всі чотири матчі команда зіграла внічию). У чемпіонаті «Рапід» зайняв 3-тє місце, і вдруге поспіль виграв Кубок Румунії.

### «Брашов» (2007–2009)
У 2007 р. Разван Луческу повернувся на пост головного тренера ФК «Брашов», який виступав тоді у другій лізі Румунії (Серія «B»). Під керівництвом Развана команда зайняла перше місце і перейшла у першу лігу. Сезон 2008–2009 рр. «Брашов» завершив на 9-му місці.

### Збірна Румунії з футболу (2009–)
29 травня 2009 р. Разван Луческу був призначений головним тренером національної збірної Румунії. Його попередник Віктор Піцурке був відправлений у відставку 9 травня 2009 р., оскільки провалив відбір до чемпіонату світу 2010 р., тому перед Разваном Луческу було поставлено завдання потрапити на Євро-2012. Під керівництвом Луческу збірна провела п’ять відбіркових матчів до чемпіонату світу 2010, з яких два виграла (проти збірних Литви і Фарерських о-ів), два зіграла внічию (зі збірними Франції і Австрії), один програла (збірній Сербії). Очолював національну команду до 2011 року.

## Титули та досягнення

### Як гравця
- Чемпіон Румунії (1):

«Рапід»: 2002-03

### Як тренера
- Кубок Румунії (2):

«Рапід»: 2005-06, 2006-07
- Кубок зірок Катару (1):

«Аль-Джаїш»: 2012-13
- Чемпіон Греції (1):

ПАОК: 2018-19
- Кубок Греції (2):

ПАОК: 2017-18, 2018-19
- Ліга чемпіонів АФК (1):

«Аль-Хіляль»: 2019
- Чемпіон Саудівської Аравії (1):

«Аль-Хіляль»: 2019-20
- Королівський кубок Саудівської Аравії (1):

«Аль-Хіляль»: 2019-20